# Vendetta en Camargue
Pour plus de détails, voir Fiche technique et Distribution.
Vendetta en Camargue est un film français réalisé par Jean Devaivre et sorti en 1950.

## Synopsis
Huguette hérite d'un élevage de taureaux, après le décès de ses parents. Elle doit faire face à deux dangers: le vol du bétail par les romanis et la fureur des gardians qui n'acceptent pas d'être commandés par une femme…

## Fiche technique
- Titre : Vendetta en Camargue
- Réalisation : Jean Devaivre
- Scénario : Jean Devaivre et René Méjean
- Photographie : Lucien Joulin
- Musique : Joseph Kosma
- Son : Jean Carrère et Jean Dubuis
- Pays de production :  France
- Format : Noir et blanc  - Son mono
- Genre : Comédie dramatique
- Tournage : Manade Bilhau (Saint-Gilles-du-Gard) et environs[1]
- Durée : 88 minutes
- Date de sortie : France - 23 août 1950

## Distribution
- Brigitte Auber : Huguette
- Rosy Varte : Conchita
- Jean d'Orgeix (sous le pseudonyme de Jean Pâqui) : Frédé
- Thomy Bourdelle : Krebs, le gardian félon
- Jacques Dufilho : Zacramir
- Jean Tissier : Hurchart
- Mady Berry : Madame Hurchart
- Daniel Sorano : Daniel Tiersot, un gardian
- René Baranger : le gardian au lasso
- Emile Bilhau : le Rouquin, un gardian
- Louis Devaivre : un gitan
- Morello : un gardian
- Denis Thibaud : un gardian
- Roux : un gardian
- Georges Trives : un gardian